# Blok górnośląski
Blok górnośląski (masyw górnośląski, blok cieszyński) – jednostka geologiczna położona na południu Polski (Wyżyna Śląsko-Krakowska i Beskidami Zachodnimi), południowo-wschodni fragment paleozoicznej platformy zachodnioeuropejskiej.
Jest to jednostka głębokiego podłoża, zalegająca pod zapadliskiem górnośląskim, znana jedynie z badań geofizycznych i głębokich wierceń.
Zbudowany jest ze skał metamorficznych i magmowych wieku prekambryjskiego oraz zalegających wyżej skał osadowych starszego paleozoiku.
Od zachodu graniczy z blokiem dolnośląskim, od północnego zachodu z blokiem południowowielkopolskim, od północnego wschodu z blokiem małopolskim, na południowym zachodzie z blokiem Brna.
Granicę między blokiem górnośląskim a małopolskim wyznacza strefa tektoniczna Kraków-Lubliniec.